# 微尖栲小煤炱
微尖栲小煤炱（学名：Meliola subacuminata）是属于小煤炱目小煤炱科小煤炱属的一种真菌，寄生在栲属植物上。该种分布于台湾。